# 蒂恩
蒂恩（挪威語：Tinn）是挪威泰勒马克郡的市镇，行政中心为留坎镇。市镇面积为2,045平方公里，人口数量为5,546人（2023年），人口密度为每平方公里3人。